# رزدیل (کالیفرنیا)
رزدیل (به انگلیسی: Rosedale) یک منطقهٔ مسکونی در ایالات متحده آمریکا است که در شهرستان کرن، کالیفرنیا واقع شده‌است. رزدیل ۸۷٫۹۶۶ کیلومتر مربع مساحت و ۱۴٬۰۵۸ نفر جمعیت دارد و ۱۱۱ متر بالاتر از سطح دریا واقع شده‌است.